# Armand
Armand ist ein französischer männlicher Vorname und Familienname.

## Herkunft
Er stammt aus dem Germanischen und leitet sich von Hermann ab.

## Namensträger

### Familienname
- Alfred Armand (1805–1888), französischer Architekt
- Amédée Armand (1807–1881), französischer Unternehmer
- Antoine Armand (* 1991), französischer Politiker (LREM), Mitglied der Nationalversammlung
- Clotilde Armand (* 1973), französisch-rumänische Unternehmerin und Politikerin (USR), MdEP
- Eilif Armand (1921–1993), norwegischer Schauspieler und Lyriker
- Émile Armand (1872–1962), französischer anarchistischer Autor
- Enrique Armand-Ugón (1893–1984), uruguayischer Jurist und Richter am Internationalen Gerichtshof
- Giuseppe Armand, italienischer Skispringer
- Henri Armand, französischer Automobilrennfahrer
- Inessa Armand (1874–1920), russische Revolutionärin
- I. O. Armand, Pseudonym von Iwan Knorr (1853–1916), deutscher Komponist
- Jack Armand (1898–1974), englischer Fußballspieler
- Jacques Armand (1957–1991), französischer Comiczeichner
- Leanne Armand (1968–2022), australische Ozeanographin und Paläontologin
- Louis Armand (Höhlenforscher) (1854–1921), französischer Höhlenforscher
- Louis Armand (Ingenieur) (1905–1971), französischer Ingenieur und Politiker
- Marie-Paul Armand (1946–2011), französische Schriftstellerin
- Michel Armand (* 1946), französischer Elektrochemiker und Hochschullehrer
- Philo Paz Armand (* 1996), indonesischer Automobilrennfahrer
- Romain Armand (* 1987), französischer Fußballspieler
- Sylvain Armand (* 1980), französischer Fußballspieler

### Vorname
- Armand Amar (* 1953), französischer Komponist
- Armand von Ardenne (1848–1919), preußischer Generalleutnant und Militärhistoriker
- Armand Assante (* 1949), US-amerikanischer Schauspieler
- Amand Louis Bauqué (1851–1903), Architekt des Späthistorismus
- Armand Bazin de Bezons (1654–1721), französischer Geistlicher, Bischof von Aire, Erzbischof von Bordeaux und von Rouen
- Armand Bazin de Bezons (1701–1778), französischer Geistlicher, Bischof von Carcassonne
- Armand Beauvais (1783–1843), US-amerikanischer Politiker, von 1829 bis 1830 Gouverneur des Bundesstaates Louisiana
- Armand Blaschette (1933–2015), luxemburgischer Chemiker
- Armand Borel (1923–2003), Schweizer Mathematiker
- Armand Călinescu (1893–1939), rumänischer Politiker, 1939 Ministerpräsident des Landes
- Armand Gaston Camus (1740–1804), französischer Politiker während der Französischen Revolution, Publizist und Nationalarchivar
- Armand Carrel (1800–1836), französischer Publizist
- Armand de Caulaincourt (1773–1827), französischer General und Staatsmann
- Armand Conrad (1922–2010), französischer Jazzmusiker
- Armand David (1826–1900), französischer Naturforscher
- Armand De Decker (1948–2019), belgischer Politiker des Mouvement Réformateur (MR)
- Armand Desmet (1931–2012), belgischer Radrennfahrer
- Armand Dufaux (1883–1941), französisch-schweizerischer Luftfahrtpionier, Erfinder und Konstrukteur
- Armand Dufrénoy (1792–1857), französischer Geologe und Mineraloge
- Armand Duplantis (* 1999), US-amerikanisch-schwedischer Stabhochspringer
- Armand Fallières (1841–1931), französischer Politiker, von 1906 bis 1913 Staatspräsident der Dritten Republik
- Armand Forel (1920–2005), Schweizer Arzt und Politiker
- Armand Fouillen (1933–2024), französischer ehemaliger Fußballspieler und -trainer
- Armand Gatti (1924–2017), französischer Schriftsteller sowie Theater- und Filmregisseur
- Armand-Louis de Gontaut, duc de Biron (1747–1793), französischer General
- Armand Grüntuch (* 1963), deutscher Architekt, siehe Grüntuch Ernst Architekten
- Armand Guerra (1886–1939), spanischer Schauspieler, Regisseur, Schriftsteller und Anarchist
- Armand Guillaumin (1841–1927), französischer Maler und Grafiker
- Armand Hammer (1898–1990), US-amerikanischer Industrieller und Kunstsammler
- Armand Heine (1818–1883), französischer Bankier
- Armand Kaminka (1866–1950), Rabbiner, jüdischer Gelehrter, Übersetzer und neuhebräischer Dichter
- Armand de Kersaint (1742–1793), französischer Seeoffizier und Politiker, während der Französischen Revolution hingerichtet
- Armand Krajnc (* 1973), schwedischer Boxer slowenischer Herkunft
- Armand Lanoux (1913–1983), französischer Schriftsteller
- Armand Samuel de Marescot (1758–1832), französischer Ingenieur-Offizier
- Armand Marsick (1877–1959), belgischer Violinist, Komponist und Dirigent
- Armand Mastroianni (* 1948), US-amerikanischer Filmregisseur und Filmproduzent
- Armand Meffre (1929–2009), französischer Schauspieler und Dramatiker
- Armand Mergen (1919–1999), luxemburgischer Rechtswissenschaftler, Kriminologe und Publizist
- Armand François Louis de Mestral de Saint-Saphorin (1738–1805), Schweizer Diplomat und dänischer Gesandter
- Armand Mieg (1834–1917), bayerischer Offizier und Waffenkonstrukteur
- Armand Molinetti (1913–1982), französischer Jazzmusiker
- Armand Penverne (1926–2012), französischer Fußballspieler und -trainer
- Armand Peugeot (1849–1915), französischer Unternehmer
- Armand-Jean du Plessis, duc de Richelieu (1585–1642), kurz Kardinal Richelieu, französischer Aristokrat, Kirchenfürst und Staatsmann
- Armand Emmanuel du Plessis, duc de Richelieu (1766–1822), französischer und russischer Staatsmann
- Armand de Périgord, Großmeister des Templerordens
- Armand Marie Jacques de Chastenet de Puységur (1751–1825), französischer Aristokrat, Mitbegründer des Mesmerismus
- Armand Jean Le Bouthillier de Rancé (1626–1700), französischer Adliger und Mönch
- Armand Rassenfosse (1862–1934), belgischer Grafiker, Buchillustrator und Maler
- Armand Gaétan Razafindratandra (1925–2010), madegassischer Kleriker, Erzbischof von Antananarivo
- Armand Renaud (1836–1895), französischer Lyriker
- Armand Robin (1912–1961), französischer Schriftsteller und Übersetzer
- Armand I. Gaston Maximilien de Rohan-Soubise (1674–1749), französischer Politiker und Kirchenfürst, seit 1704 Bischof von Straßburg, seit 1712 Kardinal
- Armand II. François Auguste de Rohan-Soubise (1717–1756), französischer Kirchenfürst, Bischof von Straßburg, Großneffe des Vorigen
- Armand-Jacques-Achille Leroy de Saint-Arnaud (1796–1854), französischer Staatsmann, Marschall von Frankreich und Oberbefehlshaber im Krimkrieg
- Armand Schulthess (1901–1972), Schweizer Objekt- und Textkünstler
- Armand-Jean-François Seguin (1767–1835), französischer Chemiker, Wirtschaftswissenschaftler und Finanzier
- Armand Swartenbroeks (1892–1980), belgischer Fußballspieler und Politiker
- Armand Thiéry (1868–1955), belgischer römisch-katholischer Priester, Psychologe, Ingenieur und Professor
- Armand Thirard (1899–1973), französischer Kameramann
- Armand Traoré (* 1989), französischer Fußballspieler mit senegalesischen Wurzeln
- Armand Van Helden (* 1970), US-amerikanischer House-DJ und -Produzent
- Armand Zaepfel (1890–1937), deutscher Film- und Theaterschauspieler

### Künstlername
- Pseudonym des deutschen Schriftstellers Fredéric Armand Strubberg (1806–1889)
- Armand (Sänger), Pseudonym des niederländischen Sängers Herman George van Loenhout (1946–2015)
- Bühnenname des französischen Schauspielers François-Armand Huguet (1699–1765)